# 2019년 10월
| 2019년: 1월 · 2월 · 3월 · 4월 · 5월 · 6월 · 7월 · 8월 · 9월 · 10월 · 11월 · 12월 |

| \| 2019년 10월 1일 (화요일) \| \| 편집 \|                                            |  |      |
| 사고 - 대만 이란현 난팡아오의 항구에 있는 난팡아오 대교가 붕괴되어 5명이 사망하였다. |  |      |
| 2019년 10월 1일 (화요일)                                                             |  | 편집 |

| 2019년 10월 1일 (화요일) |  | 편집 |

| \| 2019년 10월 2일 (수요일) \| \| 편집 \| |  |      |
|                                           |  |      |
| 2019년 10월 2일 (수요일)                  |  | 편집 |

| 2019년 10월 2일 (수요일) |  | 편집 |

| \| 2019년 10월 3일 (목요일) \| \| 편집 \|                                                                                      |  |      |
| 재해 - 태풍 미탁 (2019년)이 상륙하여 동해 해안가에 큰 물난리가 났다. 지금까지론 상륙한 2019년 태풍 중에 가장 큰 피해를 입었다. |  |      |
| 2019년 10월 3일 (목요일) |  | 편집 |

| 2019년 10월 3일 (목요일) |  | 편집 |

| \| 2019년 10월 4일 (금요일) \| \| 편집 \| |  |      |
|                                           |  |      |
| 2019년 10월 4일 (금요일)                  |  | 편집 |

| 2019년 10월 4일 (금요일) |  | 편집 |

| \| 2019년 10월 5일 (토요일) \| \| 편집 \| |  |      |
|                                           |  |      |
| 2019년 10월 5일 (토요일)                  |  | 편집 |

| 2019년 10월 5일 (토요일) |  | 편집 |

| \| 2019년 10월 6일 (일요일) \| \| 편집 \| |  |      |
|                                           |  |      |
| 2019년 10월 6일 (일요일)                  |  | 편집 |

| 2019년 10월 6일 (일요일) |  | 편집 |

| \| 2019년 10월 7일 (월요일) \| \| 편집 \| |  |      |
|                                           |  |      |
| 2019년 10월 7일 (월요일)                  |  | 편집 |

| 2019년 10월 7일 (월요일) |  | 편집 |

| \| 2019년 10월 8일 (화요일) \| \| 편집 \| |  |      |
|                                           |  |      |
| 2019년 10월 8일 (화요일)                  |  | 편집 |

| 2019년 10월 8일 (화요일) |  | 편집 |

| \| 2019년 10월 9일 (수요일) \| \| 편집 \|                        |  |      |
| 군사 터키가 바르슈 프나르 작전을 개시해 북동시리아를 침공하였다. |  |      |
| 2019년 10월 9일 (수요일)                                         |  | 편집 |

| 2019년 10월 9일 (수요일) |  | 편집 |

| \| 2019년 10월 10일 (목요일) \| \| 편집 \| |  |      |
|                                            |  |      |
| 2019년 10월 10일 (목요일)                  |  | 편집 |

| 2019년 10월 10일 (목요일) |  | 편집 |

| \| 2019년 10월 11일 (금요일) \| \| 편집 \| |  |      |
|                                            |  |      |
| 2019년 10월 11일 (금요일)                  |  | 편집 |

| 2019년 10월 11일 (금요일) |  | 편집 |

| \| 2019년 10월 12일 (토요일) \| \| 편집 \|                          |  |      |
| 스포츠 - 엘리우드 킵초게가 1:59:40의 성적으로 마라톤 코스를 뛰었다. |  |      |
| 2019년 10월 12일 (토요일)                                           |  | 편집 |

| 2019년 10월 12일 (토요일) |  | 편집 |

| \| 2019년 10월 13일 (일요일) \| \| 편집 \| |  |      |
|                                            |  |      |
| 2019년 10월 13일 (일요일)                  |  | 편집 |

| 2019년 10월 13일 (일요일) |  | 편집 |

| \| 2019년 10월 14일 (월요일) \| \| 편집 \|              |  |      |
| 문화와 예술 - 대한민국의 배우이자 가수인 설리가 숨졌다. |  |      |
| 2019년 10월 14일 (월요일)                               |  | 편집 |

| 2019년 10월 14일 (월요일) |  | 편집 |

| \| 2019년 10월 15일 (화요일) \| \| 편집 \| |  |      |
|                                            |  |      |
| 2019년 10월 15일 (화요일)                  |  | 편집 |

| 2019년 10월 15일 (화요일) |  | 편집 |

| \| 2019년 10월 16일 (수요일) \| \| 편집 \| |  |      |
| 경제와 비즈니스 - 한국은행 기준금리: 한국은행이 금융통화위원회 회의를 갖고, 현행 1.50%인 기준 금리를 1.25% 수준으로 인하 결정하였다. 7월 18일 1.50%로 인하한 이후, 8월 30일 유지 결정한 금리는 이번에 인하가 결정되며, 역대 최저 수준으로 내려가게 되었다. - 포스로직 (Fourth Logic) 설립 |  |      |
| 2019년 10월 16일 (수요일) |  | 편집 |

| 2019년 10월 16일 (수요일) |  | 편집 |

| \| 2019년 10월 17일 (목요일) \| \| 편집 \|       |  |      |
| 정치 베트남의 교육차관 레하이안이 추락사 하였다. |  |      |
| 2019년 10월 17일 (목요일)                        |  | 편집 |

| 2019년 10월 17일 (목요일) |  | 편집 |

| \| 2019년 10월 18일 (금요일) \| \| 편집 \| |  |      |
|                                            |  |      |
| 2019년 10월 18일 (금요일)                  |  | 편집 |

| 2019년 10월 18일 (금요일) |  | 편집 |

| \| 2019년 10월 19일 (토요일) \| \| 편집 \| |  |      |
|                                            |  |      |
| 2019년 10월 19일 (토요일)                  |  | 편집 |

| 2019년 10월 19일 (토요일) |  | 편집 |

| \| 2019년 10월 20일 (일요일) \| \| 편집 \| |  |      |
|                                            |  |      |
| 2019년 10월 20일 (일요일)                  |  | 편집 |

| 2019년 10월 20일 (일요일) |  | 편집 |

| \| 2019년 10월 21일 (월요일) \| \| 편집 \|                      |  |      |
| 정치와 선거 - 캐나다에서 하원 의원 선출을 위한 선거가 실시한다. |  |      |
| 2019년 10월 21일 (월요일)                                       |  | 편집 |

| 2019년 10월 21일 (월요일) |  | 편집 |

| \| 2019년 10월 22일 (화요일) \| \| 편집 \| |  |      |
|                                            |  |      |
| 2019년 10월 22일 (화요일)                  |  | 편집 |

| 2019년 10월 22일 (화요일) |  | 편집 |

| \| 2019년 10월 23일 (수요일) \| \| 편집 \| |  |      |
|                                            |  |      |
| 2019년 10월 23일 (수요일)                  |  | 편집 |

| 2019년 10월 23일 (수요일) |  | 편집 |

| \| 2019년 10월 24일 (목요일) \| \| 편집 \| |  |      |
|                                            |  |      |
| 2019년 10월 24일 (목요일)                  |  | 편집 |

| 2019년 10월 24일 (목요일) |  | 편집 |

| \| 2019년 10월 25일 (금요일) \| \| 편집 \|                                         |  |      |
| 국제 관계 - 대한민국 정부가 세계무역기구(WTO) 개발도상국 지위를 포기한다고 밝혔다. |  |      |
| 2019년 10월 25일 (금요일)                                                          |  | 편집 |

| 2019년 10월 25일 (금요일) |  | 편집 |

| \| 2019년 10월 26일 (토요일) \| \| 편집 \|                                                      |  |      |
| 사회 - 오스트레일리아 노던 준주에 있는 거대한 모래 바위 울루루(Uluru)의 등반이 영구 금지되었다. |  |      |
| 2019년 10월 26일 (토요일)                                                                       |  | 편집 |

| 2019년 10월 26일 (토요일) |  | 편집 |

| \| 2019년 10월 27일 (일요일) \| \| 편집 \| |  |      |
|                                            |  |      |
| 2019년 10월 27일 (일요일)                  |  | 편집 |

| 2019년 10월 27일 (일요일) |  | 편집 |

| \| 2019년 10월 28일 (월요일) \| \| 편집 \| |  |      |
|                                            |  |      |
| 2019년 10월 28일 (월요일)                  |  | 편집 |

| 2019년 10월 28일 (월요일) |  | 편집 |

| \| 2019년 10월 29일 (화요일) \| \| 편집 \| |  |      |
|                                            |  |      |
| 2019년 10월 29일 (화요일)                  |  | 편집 |

| 2019년 10월 29일 (화요일) |  | 편집 |

| \| 2019년 10월 30일 (수요일) \| \| 편집 \| |  |      |
| 경제와 비즈니스 - 미국 연방준비제도가 연방공개시장위원회 정례회의를 열고, 0.25%포인트 금리 인하를 결정하였다. 이에 따라 금리는 연 1.75% ~ 2.00%에서 1.5% ~ 1.75% 수준으로 인하된다. 2019년 들어 세 번째 금리 인하로, 앞서 7월 31일과 9월 18일에도 금리 인하를 결정한 바 있다. |  |      |
| 2019년 10월 30일 (수요일) |  | 편집 |

| 2019년 10월 30일 (수요일) |  | 편집 |

| \| 2019년 10월 31일 (목요일) \| \| 편집 \| |  |      |
| 재해 - 미국 캘리포니아 북서쪽에서 또 다른 대형 산불이 발생하였다. - 일본 오키나와 슈리성에서 화재가 발생하여 주요 건물 등이 전소되었다. 사고 - 독도에서 헬기가 추락하는 사고가 발생, 7명 중 4명이 숨지고 3명이 실종된 상태이다. |  |      |
| 2019년 10월 31일 (목요일) |  | 편집 |

| 2019년 10월 31일 (목요일) |  | 편집 |

| <          | 2019년 10월  | 2019년 10월 | 2019년 10월 | 2019년 10월 | 2019년 10월 | >          |
| 일         | 월           | 화          | 수          | 목          | 금          | 토         |
|            |              | 1 9.3 신미  | 2 4 임신    | 3 5 계유    | 4 6 갑술    | 5 7 을해   |
| 6 8 병자   | 7 9 정축     | 8 10 무인   | 9 11 기묘   | 10 12 경진  | 11 13 신사  | 12 14 임오 |
| 13 15 계미 | 14 16 갑신   | 15 17 을유  | 16 18 병술  | 17 19 정해  | 18 20 무자  | 19 21 기축 |
| 20 22 경인 | 21 23 신묘   | 22 24 임진  | 23 25 계사  | 24 26 갑오  | 25 27 을미  | 26 28 병신 |
| 27 29 정유 | 28 10.1 무술 | 29 2 기해   | 30 3 경자   | 31 4 신축   |             |            |

| - 2019년 - 9월 - 10월 - 11월 편집하기 |